# Лучше снаружи, чем внутри
Лучше снаружи, чем внутри (англ. Better Out Than In) — нелегальная персональная выставка под открытым небом, организованная художником граффити и политическим активистом Бэнкси в Нью-Йорке в октябре 2013 года. Бэнкси представлял минимум одно произведение искусства в день, отображая его на специальном веб-сайте, а так же в своём аккаунте в Instagram. Большинство работ были трафаретными граффити и в основном политическими, что является отличительной чертой Бэнкси. Другие различные инсталляции и перфомансы были выдержаны в стиле чёрного юмора и сатиры.
Непредсказуемость шоу и неуловимый характер Бэнкси вызвал ажиотаж среди его поклонников, в то же время вандализм конкурирующих уличных художников и вандалов стал серьёзной проблемой. Хотя работы Бэнкси по своей сути были незаконными, никаких официальных жалоб в полицию не поступало; большинство владельцев недвижимости высоко оценили это искусство, а некоторые приняли меры для его защиты. Месячная выставка вызвала споры среди некоторых местных жителей из-за её сильной политизированности и получила смешанные отзывы от критиков.
Документальный фильм HBO, охватывающий этот период и выставку Бэнкси, под названием «Бэнкси уделывает Нью-Йорк» (англ. Banksy Does New York) был выпущен в 2014 году.

## Предыстория
1 октября 2013 года Бэнкси объявил на своём сайте, что он будет пытаться провести шоу в Нью-Йорке в течение всего месяца. Это произошло после того, как в Лос-Анджелесе начали появляться плакаты, рекламирующие октябрьское событие.
Название «Лучше снаружи, чем внутри» — это отсылка к цитате импрессиониста Поля Сезанна: «Все картины, написанные внутри, в студии, никогда не будут так хороши, как те, что сделаны снаружи.»
В интервью «The Village Voice» Бэнкси отметил: «Нью-Йорк призывает граффитистов, как грязный старый маяк. Мы все хотим проявить себя здесь», и что он выбрал его из-за высокого пешеходного движения и хороших возможностей скрываться.